# Hugo Neumann (Politiker)

Hugo Neumann

Hugo Neumann (* 1. September 1882 in Glockstein; † 3. Januar 1971 in Konstanz) war ein deutscher Politiker (Zentrum).

## Leben und Wirken
Nach dem Besuch des Gymnasiums in Rößel studierte Neumann Rechts- und Staatswissenschaften an den Universitäten Freiburg und Breslau. 1905 wurde er Mitglied der katholischen Studentenverbindung K.D.St.V. Salia Breslau. Von Oktober 1908 bis Oktober 1909 gehörte er dem Grenadier-Regiment Nr. 11 in Breslau an. Als Reserveoffizier des Infanterie-Regiments Nr. 23 nahm Neumann ab August 1914 als Kompanieoffizier beim Landwehr-Infanterie-Regiment Nr. 22 am Ersten Weltkrieg teil. Nachdem er am 7. September 1914 in der Schlacht von Tarnawla schwer verwundet wurde, wurde er aus der Armee entlassen. Er kehrte nun in seinen Beruf als Jurist zurück. 1915 wurde er Gerichtsassessor, 1920 Regierungsassessor bei der Regierung von Breslau, dann Regierungsassessor beim Oberpräsidium in Breslau.
1921 wurde Neumann zum Landrat des Kreises Rößel ernannt, später wurde er Landrat im Kreis Rößel.
Von Dezember 1924 bis September 1930 saß Neumann als Abgeordneter der Zentrumspartei im Reichstag, in dem er den Wahlkreis 1 (Ostpreußen) vertrat. 1933 war er Mitglied im Provinziallandtag der Provinz Ostpreußen.